# Karl Dodd
Karl Dennis Dodd (* 13. November 1980 in Southport) ist ein australischer Fußballtrainer und ehemaliger Fußballspieler.

## Karriere
Nach einigen Jahren in den regionalen Staatsligen Australiens schaffte der Abwehrspieler 2003 den Sprung zu den Brisbane Strikers in die National Soccer League, die aber bereits ein Jahr später eingestellt wurde. Nach der Gründung der A-League erhielt er einen Vertrag bei Queensland Roar, die er nach einem sportlich enttäuschenden Saisonverlauf im Dezember 2005 verließ, um sich dem rumänischen Zweitligisten FC Universitatea Craiova anzuschließen. Nach wenigen Monaten wurde sein Vertrag bei Craiova wieder aufgelöst, da er sich mit dem Trainer überworfen hatte. Beim schottischen Klub FC Falkirk unterschrieb er im März 2006 einen Kurzzeitvertrag bis Saisonende und im Anschluss einen neuen Ein-Jahres-Vertrag für die Spielzeit 2006/07.
Im Sommer 2007 kehrte er in die A-League zurück und unterschrieb einen Zwei-Jahres-Vertrag beim neu gegründeten neuseeländischen Vertreter Wellington Phoenix. Die Verantwortlichen von Wellington Phoenix entschieden sich im April 2009 gegen einen Vertragsverlängerung und Dodd spielte in der Folge in der New South Wales Premier League einige Partien für Sydney United. Ende Juli sicherte sich das neu gegründete A-League-Team North Queensland Fury die Dienste Dodds. Nachdem er an den ersten sieben Spieltagen in der Innenverteidigung in der Startaufstellung stand, zog er sich im September 2009 eine Knieverletzung zu, die ihn acht Wochen vom Spielgeschehen fernhielt. Bei seinem Comeback Ende November gegen die Central Coast Mariners, wurde er bei der 1:5-Niederlage nach einer Stunde ausgewechselt und in der Folge von Trainer Ian Ferguson nicht mehr berücksichtigt, der stattdessen auf Matt Smith setzte. Im weiteren Saisonverlauf zog sich Dodd eine weitere Knieverletzung zu und fiel bis Saisonende aus, an dem er keinen neuen Vertrag bei North Queensland erhielt.
Einen neuen Verein fand er erst im September 2011 in Hongkong mit dem Erstligisten TSW Pegasus.